# Relazioni bilaterali tra Italia e Nepal
Le relazioni bilaterali tra Italia e Nepal fanno riferimento ai rapporti diplomatici ed economici tra lo Repubblica Italiana e la Repubblica Federale Democratica del Nepal.
Le relazioni tra i due paesi furono ufficialmente stabilite il 31 agosto 1959.
L'ambasciata nepalese in Svizzera gestisce anche i rapporti con l'Italia, mentre l'ambasciata italiana in India si occupa dei rapporti con il Nepal. Tuttavia entrambi i paesi ospitano consolati onorari, rispettivamente a Roma e Katmandu.